# NGC 363
NGC 363 è una galassia lenticolare situata nella costellazione della Balena a una distanza di circa 417 milioni di anni luce dal Sistema solare.
Fu scoperta il 28 novembre 1885 da Francis Leavenworth.